# Cabinet-Preis
Der Cabinet-Preis ist ein seit 1999 vergebener Leipziger Kleinkunstpreis. Er dient der Förderung der ostdeutschen Kleinkunst.
Der Preis hat seinen Namen von der Zigarettenmarke Cabinet, die zusammen mit der Satirezeitschrift Eulenspiegel und der Leipziger Lachmesse den Preis ausrichtet. Vergeben wird er jährlich auf der Leipziger Lachmesse inzwischen in den Kategorien Kabarett, Comedy und Musik. Bis 2002 hießen die Preissparten Solist, Ensemble und Newcomer.
Pro Kategorie ist der Cabinet-Preis mit 2500 Euro dotiert.

## Liste der Preisträger
- 1999
  - Solist: Uwe Steimle
  - Ensemble: Magdeburger Zwickmühle
  - Newcomer: Schwarze Grütze
- 2000
  - Solist: Barbara Kuster
  - Ensemble: academixer
  - Newcomer: Olga Lomenko
- 2001
  - Solist: Olaf Schubert
  - Ensemble: Breschke & Schuch
  - Newcomer: Herbert, Horst und Heinz
- 2002
  - Solist: André  Kudernatsch
  - Ensemble: Meigl Hoffmann & Karsten Wolf
  - Newcomer: Tabea & Tobias Wollner
- 2003
  - Comedy: Sybille & der kleine Wahnsinnige
  - Kabarett: Kabarett Dietrich & Raab
  - Musik: Moritz Gläser
- 2004
  - Comedy: Bartuschka
  - Kabarett: Volly Tanner und Muriell Zibulla
  - Musik: fourschlag
- 2005
  - Comedy: Su(bp)cultura
  - Kabarett: Sebastian und Tobias Hengstmann – die HengstmannBrüder
  - Musik: Rainald Grebe
- 2006
  - Comedy: Zärtlichkeiten mit Freunden
  - Kabarett: Christian von Aster
  - Musik: Annamateur
- 2007
  - Comedy: René Marik
  - Kabarett: Ensemble Weltkritik
  - Musik: Marco Tschirpke
- 2008
  - Comedy: Jundula Deubel
  - Kabarett: Erik Lehmann
  - Musik: GlasBlasSing Quintett